# Nelson Laurence
Nelson Laurence (19 ottobre 1984) è un calciatore seychellese, di ruolo attaccante del Saint-Michel United.